# Минеральные индивиды
Минеральный индивид (англ. Mineral individual) — индивидуализированное геологическое тело (единичный кристалл, зерно и прочее однородное минеральное образование), образованное минералом определённого вида и отделённое от других индивидов физической поверхностью раздела.

## История
Понятие минерального индивида было описано Григорьевым[уточнить] (1955) и Ю. М. Дымковым (1966).

## Описание
Зёрна и идиоморфные кристаллы, в виде которых в природе представлены минеральные виды.
Минеральные индивиды, из которых строятся простые минеральные агрегаты, могут быть зёрнами, монокристаллами или сферокристаллами.